# Indo-Pacífico

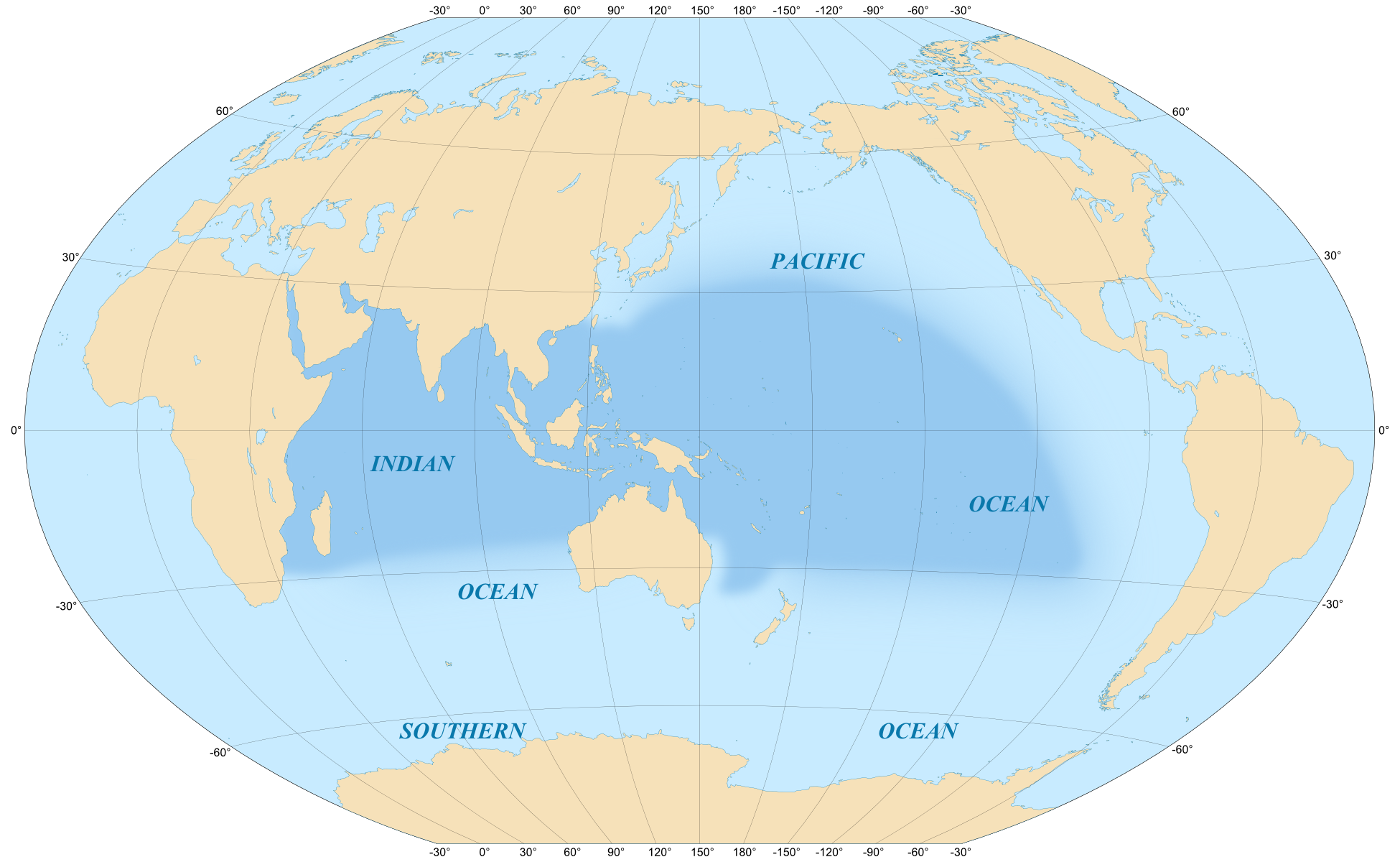
Zona biogeográfica indo-pacífica

O Indo-Pacífico é uma região biogeográfica oceânica que compreende o Oceano Índico (a norte da Convergência Antártica) e a porção ocidental e tropical do Oceano Pacífico.
O Indo-Pacífico tem uma grande riqueza de espécies, especialmente no Triângulo de Coral.